# Soechovej
De soechovej (Russisch: Суховей; "dorstige wind") is een droge hete wind met een lage relatieve luchtvochtigheid, die voorkomt in steppegebieden, halfwoestijnen en woestijnen. De wind komt alleen voor bij hogedrukgebieden en kan grote schade toebrengen aan gewassen. Soechovejs trekken vaak langzaam over gebieden (5 tot 20 m/sec) en hebben een relatieve luchtvochtigheid van minder dan 30%. Soechovejs zijn karakteristiek voor Kazachstan en de regio rond de Kaspische Zee. Soechovejs ontstaan in de zomer aan de randen van hogedrukgebieden, meestal wanneer tropische luchtmassa's binnendringen (net als bij bijvoorbeeld de chamsin en de sirocco). Door de hoge temperatuur van 20 tot 25 °C, heeft de soechovej een groot tekort aan vochtigheid met een insignificante relatieve luchtvochtigheid, die voor een scherpe stijging zorgt van de evaporatie (verdamping) van water uit de bodem. De langzame snelheid van de soechovej (enkele dagen) zorgt voor een langdurige evaporatie wat in combinatie met een ontoereikende bodemvochtigheid zorgt voor droogte, beschadiging van de oogsten van graanvelden en fruitboomgaarden en het verlies van gewassen.
Tropische luchtmassa's komen voor in de woestijnen van Afrika, Anatolië en Zuid-Kazachstan, waardoor de winden ook voorkomen in noordelijkere bosrijkere gebieden. Meestal blijven ze echter beperkt tot de steppes en de halfwoestijnen. De schade van soechovejs kan worden beperkt door de aanplant van boomgordels om de wind te breken, het irrigeren van de bodems en door grondverbetering.
De wind komt ook in Noord-Amerika voor.